# India Hair
India Hair (Saumur, 1987) is een Franse theater- en filmactrice.

## Biografie
India Hair werd in 1987 geboren in Saumur in het departement Maine-et-Loire en groeide op in Thizay, een klein dorpje in het departement Indre-et-Loire. Haar vader is Amerikaans en haar moeder Brits. Ze behaalde op het Lycée La Colinière een baccalaureaatsdiploma "literatuur optie theater" en in 2007 studeerde ze af aan het conservatoire de Nantes. Daarna volgde ze van 2007 tot 2010 een opleiding aan het Conservatoire national supérieur d'art dramatique in Parijs. In 2005 schreef en realiseerde ze haar eerste korte film Coupée en trois. In 2011 speelde ze haar eerste rol in de speelfilm Avant l'aube. Voor haar rol in 2012 in Camille redouble won ze de Prix Lumières voor "beste vrouwelijke belofte" en werd ze ook genomineerd voor de César voor "beste vrouwelijke belofte".
In 2016 werd ze geselecteerd als jurylid voor de competitie van het Film Fest Gent.

## Filmografie
- 2011: Avant l'aube - Maud
- 2012: Camille redouble - Alice
- 2012: Peinture fraîche - Manon
- 2013: Divin Enfant
- 2013: Jacky au Royaume des filles - Corune
- 2014: Jour J (kortfilm) - Adrienne
- 2014: Le Beau Monde - Manon
- 2014: Brèves de comptoir - La gourmande
- 2014: Chic! - Karine Lefort
- 2015: Peur de rien
- 2015: L'Astragale - Suzy
- 2016: Rester vertical - Marie
- 2020: Mandibules - Cécile
- 2023: Jeanne du Barry - Adélaide
- 2024: Trois Amies
- 2025: Jeunes mères

## Prijzen en nominaties
De belangrijkste:
| Jaar | Prijs         | Categorie                 | Film             | Uitslag     |
| ---- | ------------- | ------------------------- | ---------------- | ----------- |
| 2013 | Prix Lumières | Beste vrouwelijke belofte | Camille redouble | Gewonnen    |
| 2013 | César         | Beste vrouwelijke belofte | Camille redouble | Genomineerd |